# Solvayhytten
Solvayhytten (tysk: Solvayhütte) er en bjerghytte på den nordøstlige højderyg af Matterhorn ved Zermatt i Wallis-Alperne. Hytten ligger i en højde af 4.003 meter og er den højst beliggende bjerghytte ejet af den Schweiziske Alpe-klub, men kan kun bruges i tilfælde af akutte problemer. Hytten er udstyret med ti senge og en nødradio.